# 瓦爾格龍達峰 (薩姆瑙恩阿爾卑斯山脈)

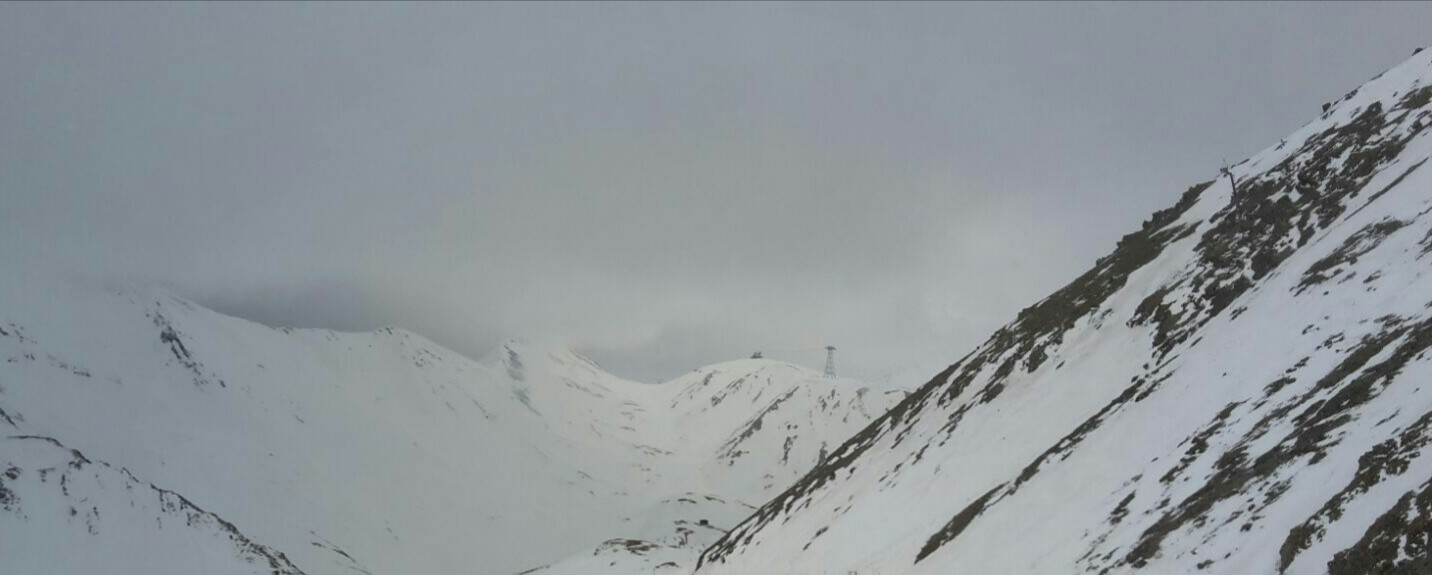

46°55′25″N 10°17′27″E / 46.92361°N 10.29083°E
瓦爾格龍達峰（德語：Piz Val Gronda），是中歐的山脈，位於瑞士和奧地利接壤的邊境，屬於薩姆瑙恩阿爾卑斯山脈的一部分，海拔高度2,812米，每年平均降雨量1,367毫米。